# Metazygia atama
Metazygia atama är en spindelart som beskrevs av Levi 1995. Metazygia atama ingår i släktet Metazygia och familjen hjulspindlar. Inga underarter finns listade i Catalogue of Life.